# Blériot 111
Die Blériot 111 – auch bekannt unter der Bezeichnung Blériot Bl-111 – war eine relativ erfolglose und daher nie in Serie gegangene Konstruktion eines Passagierflugzeuges des französischen Herstellers Blériot Aéronautique.

## Geschichte
Das Flugzeug, dessen erste Ausführung mit der Bezeichnung 111/1 im Jahre 1929 zum Erstflug startete, war ein Passagierflugzeug, ausgelegt für anfangs fünf, in späteren Versionen bis zu sieben Passagiere. Die Firma Blériot baute insgesamt zwei Exemplare. Diese beiden Grundmuster wurden in verschiedenen Varianten weiter entwickelt. Letztendlich entschied man, diese Maschine nicht in Serie bauen zu lassen.

## Konstruktion
Bei der Blériot 111 handelte es sich um einen Tiefdecker in gemischter Holz-/Metallbauweise. Die Tragflächen waren mit je zwei Streben von den Flächen zum Rumpf zwecks Stabilisierung abgestrebt.
Die Maschine hatte ein zweirädriges Fahrwerk sowie einen Hecksporn. Das Hauptfahrwerk war in den ersten Versionen starr, in späteren Ausführungen einziehbar ausgeführt.

## Varianten
- Blériot 111/1

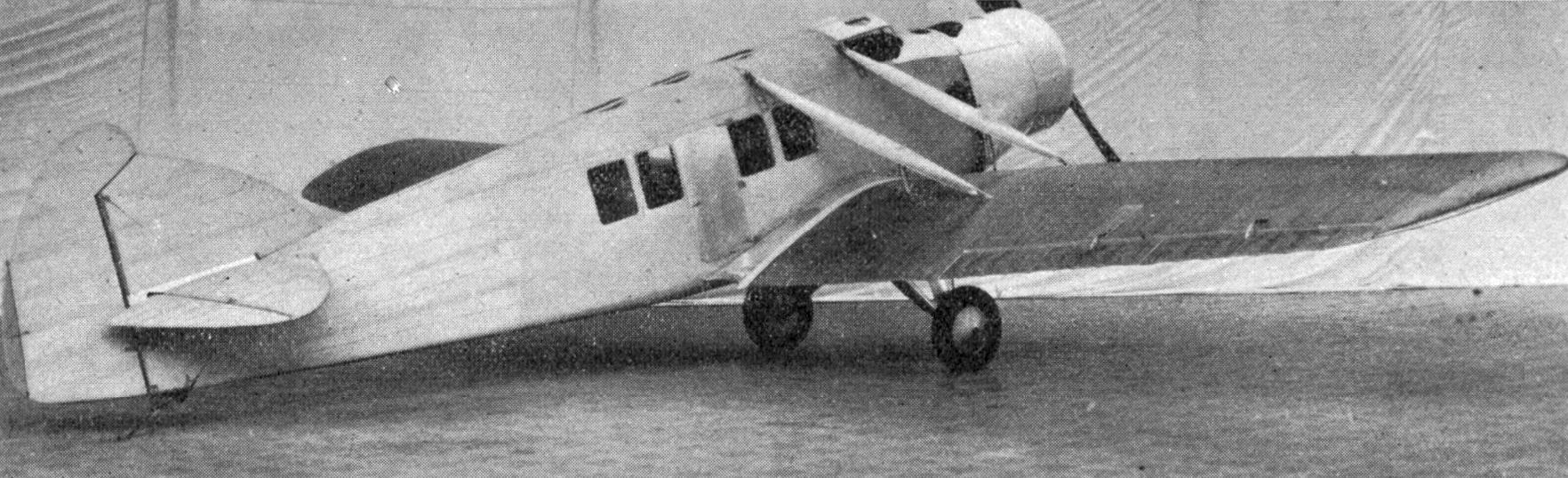
Blériot 111/2

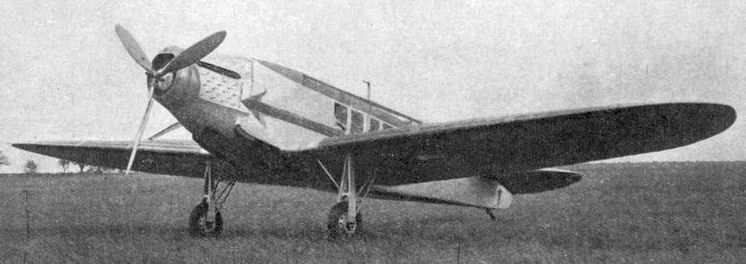
Blériot 111/5

- Blériot 111/2 – Die 111/2 war eine in den Abmessungen und der Motorisierung geänderte Ausführung.
- Blériot 111/3 – Für die nächste Variante 111/3 wurde die 111/2 umgebaut. Durch das stärkere Triebwerk wurden die Flugleistungen vor allem hinsichtlich der Geschwindigkeit erheblich gesteigert. Diese Version hatte Platz für sieben Passagiere.
- Blériot 111/4 – Die 111/4 war ein Umbau der 111/1 und hatte als erstes französisches Flugzeug ein einziehbares Hauptfahrwerk. Diese Variante mit einer leicht erhöhten Spannweite war für sechs Passagiere ausgelegt.
- Blériot 111/5 – Die 111/5 hatte ebenfalls eine Passagierkapazität von sechs Personen und ein Einziehfahrwerk. Bei dieser Variante wurden verschiedene Motorisierungen ausprobiert.
- Blériot 111/6 – Die 111/6 war wiederum eine ummotorisierte 111/5. Aufgrund der eklatanten Leistungssteigerung auf 840 PS durch den Gnome & Rhône-14Kbrs erhielt die Maschine eine abweichende Typenbezeichnung.

## Technische Daten
| Kenngröße                            | Blériot 111/1                           | Blériot 111/2                           | Blériot 111/3                           | Blériot 111/4                            | Blériot 111/5                                                                        | Blériot 111/6                             |
| ------------------------------------ | --------------------------------------- | --------------------------------------- | --------------------------------------- | ---------------------------------------- | ------------------------------------------------------------------------------------ | ----------------------------------------- |
| Erstflug                             | 1928                                    | 1. Oktober 1929                         | 12. März 1930                           | 16. Oktober 1930                         | 16. Oktober 1932                                                                     | Mai 1934                                  |
| Passagiere                           | 5                                       | 5                                       | 7                                       | 6                                        | 6                                                                                    | 6                                         |
| Länge                                | 10,90 m                                 | 10,90 m                                 | 10,81 m                                 | 10,66 m                                  | 10,90 m                                                                              | 10,90 m                                   |
| Höhe                                 | 3,35 m                                  | 4,15 m                                  | 4,15 m                                  | 4,06 m                                   | 4,03 m                                                                               | 4,03 m                                    |
| Spannweite                           | 16,40 m                                 | 16,00 m                                 | 16,00 m                                 | 17,00 m                                  | 17,00 m                                                                              | 17,00 m                                   |
| Flügelfläche                         | 33,10 m²                                | 34,00 m²                                | 34,00 m²                                | 34,60 m²                                 | 34,60 m²                                                                             | 34,60 m²                                  |
| Antrieb                              | ein Hispano-Suiza-6Mbr; 280 PS (206 kW) | ein Lorraine 7Me Mizar; 240 PS (177 kW) | ein Gnome & Rhône 9Ady; 420 PS (309 kW) | ein Hispano-Suiza 12Jb9; 400 PS (294 kW) | ein Hispano-Suiza 12Mbr; 500 PS (368 kW) oder ein Gnome & Rhône k14; 500 PS (368 kW) | ein Gnome & Rhône-14Kbrs; 840 PS (618 kW) |
| Höchstgeschwindigkeit auf Meereshöhe | 190 km/h                                | 188 km/h                                | 230 km/h                                | 235 km/h                                 | 280 km/h (Hispano-Suiza) 255 m/h (Gnome & Rhône)                                     | 370 km/h                                  |
| Gipfelhöhe                           | 4100 m                                  | 4000 m                                  | 4000 m                                  | 4000 m                                   | 4000 m (Hispano-Suiza) 5500 m (Gnome & Rhône)                                        | 5500 kg                                   |
| Reichweite                           | 1000 km                                 | 1000 km                                 | 1000 km                                 | 1100 km                                  | 1300 km                                                                              |                                           |
| Leermasse                            | 1500 kg                                 | 1490 kg                                 | 1588 kg                                 | 1700 kg                                  | 1950 kg (Hispano-Suiza) 1970 kg (Gnome & Rhône)                                      | 2136 kg                                   |
| max. Startmasse                      | 2300 kg                                 | 2298 kg                                 | 2618 kg                                 | 2700 kg                                  | 3100 kg                                                                              | 3400 kg                                   |